# Crossotus inermis
Crossotus inermis är en skalbaggsart som beskrevs av Stefan von Breuning 1935. Crossotus inermis ingår i släktet Crossotus och familjen långhorningar.
Artens utbredningsområde är Kenya. Inga underarter finns listade i Catalogue of Life.